# Lieu historique national de Port au Choix
Le lieu historique national de Port au Choix est un lieu historique national du Canada situé à côté de la localité de Port au Choix sur la Grande Péninsule du Nord au Nord-Ouest de l'île de Terre-Neuve dans la province maritime de Terre-Neuve-et-Labrador. 

## Géographie
Le site historique canadien de Port au Choix est situé sur le promontoire de Pointe Riche qui forme une presqu'île sur laquelle est située également la localité de Port au Choix.

## Histoire
Ce site archéologique présente un important site d’occupation pré-européenne qui a été occupé par les Paléoesquimaux et les Amérindiens de la culture Archaïque maritime.